# Rødt kort
Rødt kort er i forskellige sportsgrene et tegn fra dommeren om en straf til en spiller, der har forbrudt sig groft mod spillets regler. Et rødt kort har en størrelse på ca. 9 cm × 12 cm[kilde mangler].

## Fodbold
Ved rødt kort i fodbold udvises spilleren for resten af kampen, og spillerens hold må spille kampen til ende med en spiller færre på banen.
Rødt kort kan basalt set gives på to forskelige måder:
- Direkte rødt kort – gives når forseelsen i sig selv er meget grov.
- I forbindelse med andet gule kort til den samme spiller – den udløsende forseelse er knap så grov som ved direkte rødt kort, men der er stadig tale om en ret slem forseelse.

Direkte rødt kort gives f.eks. når:
- En spiller forhindrer et oplagt mål på ulovlig vis, f.eks. når en markspiller tager bolden med hånden på målstregen.
- En spiller fratager en modspiller en meget stor målchance, f.eks. når spilleren spænder ben for modspilleren som bageste mand (hertil regnes også den næstbageste mand efter målmanden).
- En spiller slår en modspiller eller en dommer.
- En spiller taler i groft nedsættende vendinger til en modspiller eller en dommer, f.eks. i form af racistiske udtalelser.

Normalt tildeles en spiller, der har modtaget et rødt kort, yderligere straf i form af karantæne i en eller flere kampe i samme turnering. Længden af karantænen afgøres af et disciplinærudvalg på baggrund af dommerens indberetning.
Verdensrekorden for flest røde kort i én kamp forekom i en kamp mellem de argentinske hold Claypole og Victoriano Arenas fra den femtebedste række. Her uddelte dommeren, Damien Rubino, 36 røde kort.

### Brug af røde kort i den danske Superliga
Siden etablering af den danske Superliga i fodbold, er der uddelt følgende antal røde kort:
| Superligasæson      | Antal kampe i sæsonen | Antal røde kort |
| ------------------- | --------------------- | --------------- |
| Superligaen 2018-19 | 246                   | 43              |
| Superligaen 2017-18 | 250                   | 42              |
| Superligaen 2016-17 | 250                   | 27              |
| Superligaen 2015-16 | 198                   | 27              |
| Superligaen 2014-15 | 198                   | 26              |
| Superligaen 2013-14 | 198                   | 21              |
| Superligaen 2012-13 | 198                   | 29              |
| Superligaen 2011-12 | 198                   | 24              |
| Superligaen 2010-11 | 198                   | 24              |
| Superligaen 2009-10 | 198                   | 23              |
| Superligaen 2008-09 | 198                   | 30              |
| Superligaen 2007-08 | 198                   | 22              |
| Superligaen 2006-07 | 198                   | 30              |
| Superligaen 2005-06 | 198                   | 22              |
| Superligaen 2004-05 | 198                   | 24              |
| Superligaen 2003-04 | 198                   | 26              |
| Superligaen 2002-03 | 198                   | 27              |
| Superligaen 2001-02 | 198                   | 33              |
| Superligaen 2000-01 | 198                   | 48              |
| Superligaen 1999-00 | 198                   | 44              |
| Superligaen 1998-99 | 198                   | 41              |
| Superligaen 1997-98 | 198                   | 42              |
| Superligaen 1996-97 | 198                   | 28              |
| Superligaen 1995-96 | 198                   | 40              |
| Superligaen 1994-95 | 146                   | 37              |

## Håndbold
Rødt kort i håndbold er det samme som diskvalifikation, hvilket vil sige, at spilleren udvises for resten af kampen, men spillerens hold er kun en spiller i undertal i to minutter, som ved en almindelig udvisning. Når dette tidsrum er gået, kan holdet indsætte en anden spiller. En spiller, der har fået rødt kort, må ikke længere opholde sig i udskiftningsområdet, men må finde en plads et stykke herfra (typisk blandt publikum). En holdleder (træner eller lignende) kan også få rødt kort, og resultatet for holdet er det samme som ved rødt kort til en spiller.
Rødt kort kan gives på to forskellige måder:
- Direkte rødt kort gives, når forseelsen i sig selv er meget grov
- En spiller, der allerede har fået to to-minutters udvisninger og modtager endnu en sådan, får samtidig et rødt kort.

Direkte rødt kort gives f.eks. når:
- Spilleren foretager en overtrædelse af reglerne, der er til fare for en modstanders helbred. Det kan f.eks. ske, hvis spilleren tager fat i skudarmen på en modstander, der har passeret synderen på vej til et skud på mål, eller hvis en straffekastskytte bevidst skyder målmanden i ansigtet.
- Grov usportslig optræden af en spiller eller holdofficial på eller uden for banen.
- Spilleren går til håndgribeligheder, dvs. slår en modstander eller official.

En spiller, der har fået rødt kort i en håndboldkamp, kan i nogle tilfælde få en følgestraf i form af et antal spilledages karantæne. Det gælder dog ikke, når der er tale om rødt kort for tredje to-minutters udvisning.